# Draževići (Kiseljak)
Draževići es un pueblo ubicado en el municipio de Kiseljak, en el cantón de Bosnia Central, Bosnia y Herzegovina.

## Superficie
Cuenta con una superficie de 2,53 kilómetros cuadrados.

## Demografía
Hasta 2013 la población era de 315 habitantes, con una densidad de población de 124,5 habitantes por kilómetro cuadrado.